# Iason și Argonauții (film din 1963)
 Iason și Argonauții (titlu original:  Jason and the Argonauts, titlu de lucru Jason and the Golden Fleece) este un film  americano-englez  independent  fantastic din 1963 despre eroul grec Hercule. Este produs de Charles H. Schneer și regizat de Don Chaffey.  Rolurile principale au fost interpretate de actorii Todd Armstrong, Nancy Kovack, Honor Blackman și  Gary Raymond. Scenariul este scris de Beverley Cross și Jan Read pe baza poemului  Argonautica din secolul al III-lea î.Hr. scris de Apollonius din Rodos.

## Prezentare
Pelias (Douglas Wilmer),  interpretând greșit profeția dată lui de către Zeus (Niall MacGinnis), preia forțat tronul din Tesalia prin uciderea   Regelui  Aristo și a majorității membrilor familiei sale. Zeul Hermes, deghizat ca ghicitorul lui Pelias, ține în loc armata lui Pelias suficient de mult pentru ca micul Iason să fie dus în siguranță în secret de unul dintre soldații lui Aristo. Pelias ucide pe una dintre fiicele regelui, Briseis (Davina Taylor), atunci când aceasta caută adăpost  în templul zeiței Hera (Honor Blackman). Pentru că uciderea i-a profanat templul, Hera este furioasă și devine protectoarea lui Iason. Ea îl avertizează pe Pelias să se ferească de "un bărbat care poartă o sandală".
Douăzeci de ani mai târziu, Iason (Todd Armstrong) îl salvează pe Pelias de la  înec (orchestrat de Hera), dar își pierde sandala în râu; iar Pelias îl recunoaște ca fiind cel din profeție. Aflând că Iason intenționează să găsească legendara Lână de Aur, îl încurajează în acest scop, sperând că Iason va fi ucis în această încercare.  
Iason este adus la Muntele Olimp pentru a vorbi cu Zeus și cu Hera. Hera îi spune că Zeus a decretat că nu poate să-l cheme mai mult de cinci ori. Ea îl îndrumă să caute Lâna în țara Colchis. Zeus  îi oferă ajutor direct, dar Iason declară că poate organiza călătoria, poate construi o navă și poate aduna  o echipă cu cei mai curajoși bărbați din toată Grecia.
Oamenii din întreaga  Grecie concurează pentru onoare. Pentru că nava lor este numită "Argo", după constructorul ei, Argus (Laurence Naismith), membrii echipajului sunt numiți argonauți.  Printre ei se află Hercule (Nigel Green), Hylas (John Cairney) și  Acastus (Gary Raymond), fiul lui Pelias, trimis de tatăl său pentru a sabota călătoria.
Hera îl călăuzește pe Iason pe Insula Bronzului, dar îl avertizează să nu ia nimic decât provizii. Cu toate acestea, Hercule fură o pensulă de dimensiune unei sulițe dintr-o clădire cu comori, păzită de o statuetă uriașă a lui Talos, care prinde viață și atacă argonauții. Iason se întoarce din nou la Hera, care îi spune să facă o gaură mare în călcâiul lui Talos, ceea ce a dus la scurgerea sângelui zeiesc care îl ținea în viață. Talos cade la pământ, zdrobindu-l pe Hylas, acoperindu-i corpul. Hercule refuză să plece înainte de a afla care este soarta prietenului său. Ceilalți argonauți refuză să-l părăsească pe Hercule, așa că Iason o cheamă din nou pe Hera. Ea îi informează pe argonauți că Hylas este mort și că Hercule nu va merge mai departe cu ei.

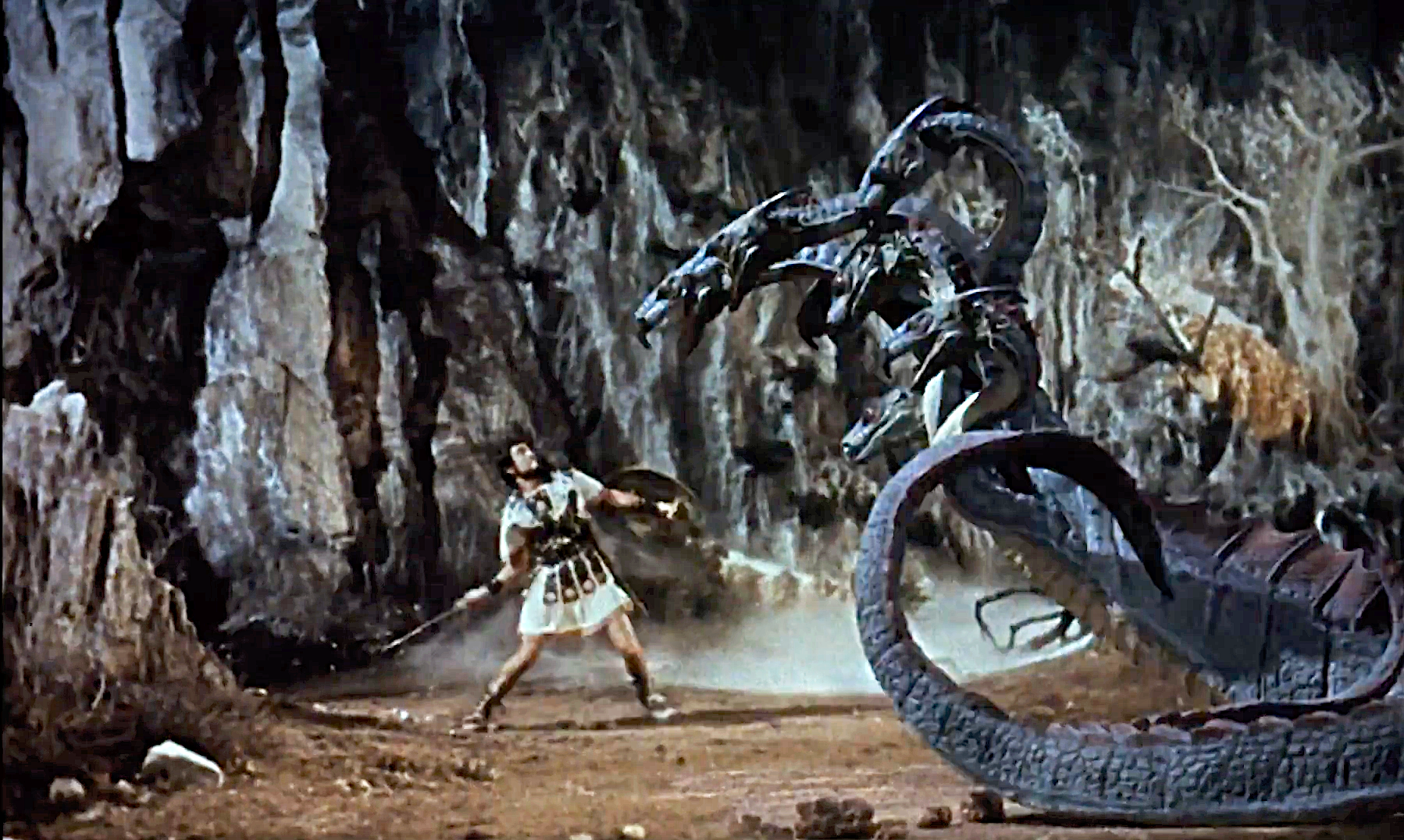
Lupta dintre Iason și Hidra cu șapte capete

Apoi argonauții ajung în regiunea regelui Phineus (Patrick Troughton), care a fost orbit și este chinuit de harpii pentru că a păcătuit împotriva zeilor. În schimbul sfaturilor sale despre cum să ajungă în  Colchis, argonauții  prind harpiile și le închid în cuști, după care Phineus le spune să navigheze spre rocile Discordiei, loc care distruge orice navă care intră în canalul îngust. Phineus îi dă lui Iason o amuletă. Ajungând  la rocile Discordiei, argonauții văd o altă navă este distrusă. Când "Argo" încearcă să treacă, nava pare a fi condamnată. Iason aruncă amuleta lui Phineus în apă, iar zeul mării Triton se ridică și ține rocile Discordiei în loc, astfel încât "Argo" să poată trece. Argonauții salvează un supraviețuitor de pe cealaltă navă, înaltă preoteasă din Colchis, Medeea (Nancy Kovack).
Provocând autoritatea lui Iason, Acastus îl provoacă la duel. Dezarmat, Acastus sare în mare și dispare. Iason și oamenii săi ajung  în Colchis și acceptă o invitație de la regele Aeëtes (Jack Gwillim) la o sărbătoare. Fără ca ei să știe, Acastus a supraviețuit și a îl avertizează pe regele  Aeëtes despre misiunea  lui Iason de a găsi Lâna de Aur. Aeëtes îi închide pe argonauți, dar Medea, îndrăgostită de Iason, îl ajută pe el și pe oamenii săi să scape.
Între timp, Acastus încearcă să fure Lâna, dar este ucis de către gardianul ei, Hidra. După  Acastus, Iason este capabil să omoare fiara și să recupereze "darul zeilor". Aeëtes, în căutarea sa, seamănă dinții Hidrei  în timp ce se roagă zeiței Hecate, producând o bandă de războinici scheletici. Iason, împreună cu Phalerus și Castor, se luptă cu schelete  în timp ce Medea și Argus scapă și ajung  în "Argo" cu Lâna. După o bătălie prelungită în care sunt omorâți tovarășii săi, Iason scapă sărind în mare.  El, Medea și argonauții supraviețuitori călătoriei lor înapoi spre Tesalia. În Olimp, Zeus îi spune Herei că, la timpul potrivit, îl va chema din nou pe Iason.

## Distribuție

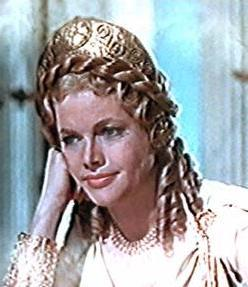
Honor Blackman ca zeița Hera

- Todd Armstrong - Iason (dublat de Tim Turner, nemenționat)
- Nancy Kovack - Medeea (dublată de Eva Haddon, nemenționată)
- Gary Raymond - Acastus
- Laurence Naismith - Argus
- Niall MacGinnis - Zeus
- Michael Gwynn - Hermes/preot
- Douglas Wilmer - Pelias
- Jack Gwillim - Regele  Aeëtes
- Honor Blackman - Hera
- John Cairney - Hylas
- Patrick Troughton - Phineus
- Andrew Faulds - Phalerus
- Nigel Green - Hercule
- Ennio Antonelli - Dmitrius (nemenționat)
- John Crawford - Polydeuces (nemenționat)
- Aldo Cristiani - Lynceus (nemenționat)
- Ferdinando Poggi - Castor (nemenționat)
- Davina Taylor - Briseis (nemenționat)
- William Gudgeon - Triton (nemenționat)
- Doug Robinson - Euphaemus (nemenționat)

## Producție
Filmul este creat în colaborare cu artistul Ray Harryhausen care prin animație stop motion a creat diferite creaturi fantastice, notabilă fiind scena iconică de luptă cu soldați scheletici. 
Muzica a fost compusă de Bernard Herrmann, care a mai creat coloana sonoră a unor filme fantastice ca A șaptea călătorie a lui Sinbad (1958), The Three Worlds of Gulliver (1960) sau  Insula misterioasă (1961).
Cheltuielile de producție s-au ridicat la 3  milioane $.

## Diferențe față de mitologia clasică
Filmul diferă față de povestirea tradițională din mitologia greacă în mai multe moduri.
- În mitologie, Argonauții l-au întâlnit pe Talos în călătoria lor de întoarcere acasă după ce au găsit Lâna de Aur. El nu a fost învins de Iason, ci de Medeea, care a aruncat o vrajă pe Talos, făcându-l să-și scoată cuiul de bronz din gleznă, care ținea sângele zeilor în interiorul său. Talosul mitologic păzea Creta, nu "Insula Bronzului", și nu proteja o comoară, ci pe Regina Europa.
- În film, Hylas a fost ucis când rămășițele lui Talos au căzut peste el și l-au zdrobit. Cu toate acestea, în mitologie, Hylas a fost de fapt răpit de o   naiadă care s-a îndrăgostit de el în timp ce a băut apă dintr-un izvor. Când Hercule nu l-a putut găsi, el a crezut că este încă în viață și a rămas pe insulă ca să-l caute (ca în film).
- Harpiile nu au fost prinse  într-o plasă sau în cuști, ci au fost alungate de către  gemenii înaripați: Calaïs și Zetes (fii zeului vântului Boreas cu  Oritia)[9]
- În film, zeul Triton a salvat nava Argo de la distrugere când a trecut pe lângă  rocile Discordiei; după  Apollonius din Rodos, Phineus l-a instruit pe Iason să dea drumul la un porumbel și, dacă pasărea  va trece printre ele, atunci zeița [Athena]] va împinge cu putere corabia ca să scape, astfel "Argo a trecut printre rocile Discordiei ca o săgeată zburătoare". O altă sursă este "Odiseea" lui Homer,  unde Circe îi spune lui  Ulise, "O singură navă, o ambarcațiune de mare adâncime, Argo, se întorcea acasă de pe țărmurile Aeëtes și s-ar fi scufundat  între acele uriașele roci ale Discordiei   dacă nu era Hera, care datorită  dragostea ei față de Iason,  a salvat-o."[10]
- Iason nu a fost trădat de Acastus în povestea clasică. Iason i-a spus deschis regelui Aeëtes că a venit după Lână. Regele  i-a promis lui Iason că ar putea să o aibă dacă ar îndeplini trei sarcini, știind foarte bine că erau imposibile. Cu toate acestea, Iason a reușit să-și îndeplinească sarcinile cu ajutorul Medeei. Nu Hidra era cea care a protejat Lâna, ci mai degrabă un dragon. Iason nu l-a omorât, dar Medeea a aruncat o vrajă de adormire asupra lui. Iason a semănat dinții dragonului în pământ, nu Aeëtes. Iason a învins "urmașii dragonului" (spartoi), făcându-i să se lupte între ei și să se distrugă unul pe altul, mai degrabă decât să se lupte  cu tovarășii  săi de călătorie.
- Unul dintre cei doi argonauți uciși de schelete este Castor, care, în mitologia greacă, va pieri mult mai târziu, ca rezultat al unei dispute cu Idas și Lynceus.   Celălalt este Phalerus, care în mitologie a supraviețuit aventurilor Argonauților.
- Filmul omite în cele din urmă povestea despre uciderea și dezmembrarea propriului frate (a lui Absyrtus) de către Medeea, totul  pentru a -i ajuta pe Iason și argonauți să scape.[11]

## Lansare și primire
Filmul a avut premiera la 19 iunie 1963, fiind distribuit de Columbia Pictures.
A avut încasări de 2,1 milioane $ în SUA și Canada.
A avut succes la public și este considerat în prezent ca fiind un film idol.